# Persone di nome Teodorico
| Questa pagina contiene informazioni ricavate automaticamente dalle voci biografiche con l'ausilio del template Bio e di un bot. L'aggiornamento è periodico e automatico e ricostruisce completamente la pagina. Se manca una persona in questa lista, sei pregato di non aggiungerla, ma accertati piuttosto che la sua voce biografica contenga il template Bio e che i dati anagrafici siano correttamente compilati. Se il template Bio manca, inseriscilo tu stesso o, in alternativa, metti l'avviso {{tmp\|Bio}} che ne segnala la mancanza. Se i dati riportati sono sbagliati, correggi direttamente la voce biografica; le modifiche saranno visibili in questa lista entro pochi giorni. Per chiarimenti vedi il progetto antroponimi. La lista contiene solo le 65 persone che sono citate nell'enciclopedia e per le quali è stato implementato correttamente il template Bio. Pagina aggiornata al 6 ago 2025. |

Questa è una lista di persone presenti nell'enciclopedia che hanno il nome Teodorico, suddivise per attività principale.

## Abati(1)
- Teodorico, abate italiano (Cava de' Tirreni, † 1102)

## Arcivescovi(1)
- Teodorico I di Treviri, arcivescovo tedesco (Magonza, † 977)

## Cardinali(1)
- Teodorico Ranieri, cardinale italiano (Orvieto - † 1306)

## Filosofi(3)
- Teodorico Moretti Costanzi, filosofo italiano (Pozzuolo Umbro, n. 1912 - Tuoro sul Trasimeno, † 1995)
- Teodorico di Chartres, filosofo, teologo e scrittore francese
- Teodorico di Freiberg, filosofo tedesco (Vriberg)

## Marciatori(1)
- Teodorico Caporaso, marciatore italiano (Benevento, n. 1987)

## Medici(1)
- Teodorico de' Borgognoni, medico e vescovo cattolico italiano (Lucca, n. 1206 - Bologna, † 1298)

## Nobili(16)
- Teodorico I di Meißen, nobile tedesco (n. 1162 - † 1221)
- Teodorico Nibelungo, nobile francese
- Teodorico II di Lusazia, nobile tedesco (Petersberg, † 1185)
- Teodorico IV di Lusazia, nobile tedesco (Lipsia, † 1307)
- Teodorico I di Lusazia, nobile tedesco († 1034)
- Teodorico di Haldensleben, nobile tedesco († 985)
- Teodorico di Landsberg, nobile tedesco (n. 1242 - † 1285)
- Teodorico di Ringelheim, nobile tedesco
- Teodorico flamens, nobile († 1082)
- Teodorico di Altena, nobile tedesco († 1301)
- Teodorico, nobile tedesco († 995)
- Teodorico III di Katlenburg, nobile tedesco (Aquisgrana, † 1106)
- Teodorico I di Katlenburg, nobile tedesco (Werben, † 1056)
- Teodorico II di Katlenburg, nobile tedesco (Berka/Werra, † 1085)
- Dietrich di Anhalt-Dessau, nobile tedesco (Dessau, n. 1702 - Dessau, † 1769)
- Teodorico I di Wettin, nobile tedesco (Grimma)

## Piloti automobilistici(1)
- Teo Fabi, ex pilota automobilistico italiano (Milano, n. 1955)

## Politici(2)
- Teodorico Bonacci, politico italiano (Jesi, n. 1838 - Roma, † 1905)
- Teodorico Strabone, politico e militare goto († 481)

## Predicatori(1)
- Teodorico Pietrocola Rossetti, predicatore e patriota italiano (Vasto, n. 1825 - Firenze, † 1883)

## Presbiteri(1)
- Teodorico Pedrini, presbitero, missionario e musicista italiano (Fermo, n. 1671 - Pechino, † 1746)

## Religiosi(1)
- Teodorico von Treyden, religioso estone († 1219)

## Sovrani(8)
- Teodorico, sovrano ostrogoto (Pannonia, n. 454 - Ravenna, † 526)
- Theodric di Bernicia, sovrano britannico
- Teodorico I, sovrano visigoto (Campi Catalaunici, † 451)
- Teodorico II, sovrano visigoto († 466)
- Teodorico I, re franco
- Teodorico II, re franco (n. 587 - Metz, † 613)
- Teodorico III, re franco († 691)
- Teodorico IV, re franco (n. 712 - † 737)

## Storici(1)
- Teodorico di Nieheim, storico tedesco (Nieheim, n. 1345 - Maastricht, † 1418)

## Teologi(1)
- Teodorico di Friburgo, teologo e filosofo tedesco (n. 1250 - † 1310)

## Vescovi(1)
- Teodorico I di Metz, vescovo franco († 984)

## Vescovi cattolici(3)
- Teodorico I di Paderborn, vescovo cattolico tedesco († 916)
- Teodorico I di Münster, vescovo cattolico tedesco († 1022)
- Teodorico di Minden, vescovo cattolico tedesco (Ebstorf, † 880)

## Senza attività specificata(21)
- Teodorico il Tesoriere, conte († 883)
- Teodorico II di Lorena, duca († 1115)
- Teodorico di Alsazia, cavaliere medievale tedesco (Gravelines, † 1168)
- Teodorico di Kleve, conte
- Teodorico I di Kleve, conte
- Teodorico II di Kleve, conte († 1172)
- Teodorico III di Kleve, conte
- Teodorico IV di Kleve, conte († 1260)
- Teodorico V di Kleve, conte († 1275)
- Teodorico VI di Kleve, conte († 1305)
- Teodorico VII di Kleve, conte (Horstmar, † 1347)
- Teodorico I d'Olanda, conte
- Teodorico II d'Olanda, conte (Egmond, † 988)
- Teodorico III d'Olanda, conte († 1039)
- Teodorico IV d'Olanda, conte (Dordrecht, † 1049)
- Teodorico V d'Olanda, conte († 1091)
- Teodorico VI d'Olanda, conte († 1157)
- Teodorico VII d'Olanda, conte (Dordrecht, † 1203)
- Teodorico I d'Autun, conte
- Teodorico II d'Autun, conte
- Teodorico III d'Autun, conte